# Jan Albert de Weerd
Jan Albert de Weerd (Deventer, 18 december 1969) is een Nederlands programmamaker, regisseur en creatief producent. Als bedenker en regisseur had De Weerd in 2018 een megahit met de televisieserie De Luizenmoeder. De serie won onder andere de Zilveren Nipkowschijf en de Zilveren Krulstaart. Na het succes in Nederland stonden verschillende landen in de rij voor een remake. De Weerd verhuisde dan ook tijdelijk naar Duitsland om daar Die Läusemutter te regisseren.

## Biografie
Jan Albert de Weerd werd geboren in Deventer en groeide op in Bathmen. Op de middelbare school in Holten leerde hij film- en televisiemaker Johan Nijenhuis kennen, met wie hij nog steeds samenwerkt. Na de middelbare school studeerde De Weerd Hospitality Management in Leeuwarden. 
Hij leerde het vak op de set van Goede tijden, slechte tijden en was first assistant director bij dramaseries als Oud Geld en Rozengeur en Wodka Lime. Als regisseur was hij mede verantwoordelijk voor het succes van de televisieserie ZOOP. Hij regisseerde meer dan een kwart van alle 325 afleveringen en bepaalde voor een groot deel de toon, de stijl en de humor van deze populaire kinderserie. In 2010 was De Weerd als creatief producer, schrijver en regisseur verantwoordelijk voor de serie 2012: Het jaar nul en de 10-delige dramaserie De avonturen van Kruimeltje. Vanaf 2011 werd hij actief als producent en produceerde en regisseerde hij De Groote Markt 30 (2011), Verborgen verhalen 5 (2012), Gerede Twijfel (2012) en Malaika (2013), Het verborgen eiland (2014), Verborgen verhalen 6 (2014), Het geheim van Eyck (2015), Lost in the Game (2016), Voetbalmaffia (2017) en De Luizenmoeder (2018 en 2019). Het succesvolle De Luizenmoeder van de Gorsselnaar kwam daarna ook uit in Hongarije, Duitsland bij Sat.1 en België. In 2021 regisseerde en schreef hij mee aan de film Luizenmoeder.

## Filmografie

### Televisie
| Productie                    | In de functie van | In de functie van | In de functie van |
| Productie                    | regisseur         | schrijver         | producent         |
| ---------------------------- | ----------------- | ----------------- | ----------------- |
| ZOOP                         | Ja · (2004)       |                   |                   |
| De Hemelpaort                | Ja · (2007)       |                   |                   |
| Sportlets                    | Ja · (2007)       |                   |                   |
| Van jonge leu en oale groond | Ja · (2005-2007)  |                   |                   |
| SpangaS                      | Ja · (2008)       |                   |                   |
| Pauwen en reigers            | Ja · (2008-2009)  |                   |                   |
| 2012: Het jaar nul           | Ja · (2009-2010)  | Ja · (2009-2010)  |                   |
| De avonturen van Kruimeltje  | Ja · (2010)       |                   | Ja · (2010)       |
| Verborgen verhalen           | Ja · (2010-2014)  |                   | Ja · (2012-2019)  |
| De Groote Markt 30           | Ja · (2012)       |                   |                   |
| Gerede twijfel               |                   |                   | Ja · (2012)       |
| Malaika                      |                   |                   | Ja · (2013)       |
| Rechercheur Ria              | Ja · (2014)       |                   | Ja · (2014)       |
| Het verborgen eiland         | Ja · (2014)       |                   | Ja · (2014)       |
| Caps club                    |                   |                   | Ja · (2013-2014)  |
| Het geheim van Eyck          | Ja · (2015)       | Ja · (2015)       | Ja · (2015)       |
| Lost in the Game             | Ja · (2016)       |                   | Ja · (2016)       |
| #KelseyIsLelijk              |                   |                   | Ja · (2017)       |
| Voetbalmaffia                |                   |                   | Ja · (2017)       |
| De Luizenmoeder              | Ja · (2018)       | Ja · (2018)       |                   |
| De Luizenmoeder 2            |                   | Ja · (2019)       | Ja · (2019)       |
| Die Läusemutter              | Ja · (2019)       |                   |                   |
| Die Läusemutter 2            | Ja · (2019)       |                   | Ja · (2019)       |

### Film
| Productie    | In de functie van | In de functie van | In de functie van |
| Productie    | regisseur         | schrijver         | producent         |
| ------------ | ----------------- | ----------------- | ----------------- |
| Luizenmoeder | Ja · (2021)       | Ja · (2021)       |                   |

## Prijzen
- Zilveren Krulstaart
- Zilveren Nipkowschijf

- Nederlandse Thesaurus van Auteursnamen: 271332913
- Virtual International Authority File: 289928192
- WorldCat: E39PBJmHP4XQRkk9373GxJXjmd